# Sphaerodactylus pimienta
Sphaerodactylus pimienta este o specie de șopârle din genul Sphaerodactylus, familia Gekkonidae, descrisă de Thomas, Hedges și Garrido 1998. A fost clasificată de IUCN ca specie în pericol. Conform Catalogue of Life specia Sphaerodactylus pimienta nu are subspecii cunoscute.